# براد أندرسون
براد أندرسون (بالإنجليزية: Brad Anderson)‏ هو لاعب كرة قدم أمريكية أمريكي، ولد في 12 يناير 1961 في غلانديل في الولايات المتحدة.

## وصلات خارجية
- براد أندرسون على موقع مرجع كرة القدم المحترفة.كوم (الإنجليزية)